# Antalis berryi
Antalis berryi är en blötdjursart som först beskrevs av Smith och Gordon 1948.  Antalis berryi ingår i släktet Antalis och familjen Dentaliidae. Inga underarter finns listade i Catalogue of Life.